# Trận Velyka Novosilka
Trận Velyka Novosilka (Velyka Novosilka offensive) là một cuộc giao tranh trên chiến địa giữa Lực lượng vũ trang Nga và Lực lượng vũ trang Ukraina nhằm giành quyền kiểm soát khu định cư Velyka Novosilka của Ukraina và khu vực lân cận, bắt đầu vào tháng 11 năm 2024. Mặt trận Velyka Novosilka đã bắt đầu khai cuộc từ những cuộc chạm trán đầu tiên trong năm 2022 ngay sau khi Nga phát động chiến dịch quân sự đặc biệt, lực lượng Nga nhân tình hình này đã mon men tiến đánh hòng thó lấy khu vực có vị trí đắc địa này nhưng đã bị tuyến phòng ngự kiên cố do Ukraina dày công xây dựng chặn đứng. Bước sang năm 2023, quân đội Ukraina phát động một cuộc phản công lớn và đã đạt được nhiều chiến quả vẻ vang ở khu vực Velyka Novosilka và các vị trí gần đó, quân Nga buộc phải rút lui trong thiệt hại nặng nề về người và phương tiện. Sang năm 2024, bại binh phục hận của Nga tiếp tục tiến đánh cứ điểm Velyka Novosilka với chiến thuật tác chiến sắc sảo, bài bản hơn, đánh gọng kìm và lấn chiếm dẫn đến trận chiến trở nên ác liệt hơn giữa bên cầm cự, dằng co dai dẵng, gây thiệt hại nặng nề cho phía Nga. Sang đến năm 2025, lực lượng của Nga đã bao vây và tiến chiếm được Velyka Novosilka trong tháng  1 năm 2025. 

## Bối cảnh
Velyka Novosilka (tiếng Ukraina: Велика Новосілка; tiếng Nga: Великая Новосёлка/Velikaya Novosyolka) là một khu định cư nông thôn ở Volnovakha Raion, tỉnh Donetsk, phía đông Ukraina. Đây là trung tâm hành chính của Velyka Novosilka Raion cho đến khi bị xóa bỏ vào năm 2020, diện tích khoảng 9.385 km2, dân số ước chừng 5.235 người. Ngôi làng nằm ở phía đông, bờ phải của sông Mokri Yaly, một nhánh của sông Vovcha ở lưu vực Dnieper, cách Donetsk 90 km và cách ga xe lửa Roy khoảng 45 km. Khu làng được kết nối bằng dịch vụ xe buýt đến các thành phố Donetsk, Dnipro, Mariupol và Zaporizhzhia. Có hai tuyến đường bộ đi qua ngôi làng là Đường cao tốc H20 (T0509) và Đường cao tốc H15 (T0518). Velyka Novosilka được coi là một điểm chiến lược ở Donbas do vị trí của nó gần tỉnh Dnipropetrovsk. Khu định cư này, cùng với Kurakhove, là một trong số ít các thành trì còn lại do Ukraine kiểm soát ở phía nam tỉnh Donetsk. Do đó, khu định cư này cũng hoạt động như một trung tâm hậu cần khu vực cho các lực lượng Ukraina. 
Vào ngày 12 tháng 3 năm 2022, sau 15 ngày chiến đấu, quân đội Nga đã chiếm được thành phố Volnovakha gần đó, nằm trên đường cao tốc giữa Donetsk và Mariupol. Sau đó, quân đội Ukraina rút lui về thị trấn Velyka Novosilka. Viện Nghiên cứu Chiến tranh (ISW) đánh giá vào ngày 24 tháng 11 năm 2024 rằng bộ chỉ huy quân sự Nga đang có kế hoạch tiến quân từ Velyka Novosilka vào phía đông tỉnh Dnipropetrovsk để bao vây lực lượng Ukraine ở khu vực Pokrovsk–Kurakhove từ phía tây sẽ đe dọa các tuyến liên lạc mặt đất quan trọng của Ukraina chạy từ Zaporizhzhia đến phía tây tỉnh Donetsk. Bộ Quốc phòng Vương quốc Anh đã tuyên bố rằng Velyka Novosilka đóng vai trò là "trục chính của tiền tuyến Ukraina". Một blogger quân sự người Nga cho rằng lực lượng Nga đang sử dụng chiến thuật "carousel" (đu quay ngựa gỗ) kiểu mới trong các cuộc đột kích của họ vào Urozhaine, chiến thuật "xoay tua" này cho phép xe tăng Nga liên tục bắn vào lực lượng Ukraina, cả khi đứng yên và khi cơ động. Milblogger giải thích thêm rằng khi một xe tăng đang tham gia bắn vào lực lượng Ukraina, kíp lái của xe tăng thứ hai sẽ tự định vị phía sau xe tăng đầu tiên để nạp đạn.

## Chạm trán

### Năm 2022
Sau khi phát động chiến dịch quân sự đặc biệt, lực lượng Nga đã mon men tiến đến hòng chiếm lấy Velyka Novosilka nhưng đã bị đánh chặn do Ukraina đã tổ chức tuyến phòng ngự cụm cứ điểm miền Đông vững chãi mà họ đã dày công gia cố từ lâu, cùng với đó là đà tiến công của Nga trên mặt trận miền Đông Ukraina năm 2022 cũng bị chặn đứng. Bắt đầu từ ngày 14 đến ngày 16 tháng 3 năm 2022, quân đội Nga đã đạt được tiến triển đáng kể trong cuộc tấn công xuất phát từ Volnovakha, đột phá qua khu vực phía đông của tuyến Velyka Novosilka. Cuộc tiến công này bao gồm việc chiếm được một số ngôi làng như Volodymyrivka, Blahodatne, Mykilske, Pavlivka và Vodiane. Đến ngày 16 tháng 3 năm 2022, Bộ Tổng tham mưu Ukraina xác nhận quân đội Nga đã phát động cuộc tấn công vào Velyka Novosilka và báo cáo đã đạt được một số thành quả. Trong suốt tháng 4 năm 2022, phía Ukraina cáo buộc quân đội Nga liên tục pháo kích vào các khu dân cư ở Velyka Novosilka, làm gia tăng xung đột.
Sau cuộc tấn công ban đầu, một sự bế tắc kéo dài đã xảy ra. Đến giữa tháng 5 năm 2022, Bộ Quốc phòng Hoa Kỳ báo cáo rằng lực lượng Nga gần Velyka Novosilka dường như tập trung vào việc hoàn thành Cuộc vây hãm Mariupol thay vì tiếp tục tấn công thị trấn. Bất chấp những nỗ lực tiến quân liên tục của Nga vào ngày 24 và 31 tháng 8 năm 2022, lực lượng Ukraine đã đẩy lùi thành công các cuộc tấn công này. Đến tháng 12 năm 2024, các báo cáo về việc quân Nga tập trung ở phía nam thị trấn cho thấy đây chỉ là các nhiệm vụ trinh sát chứ không phải là một cuộc tấn công được chuẩn bị kỹ lưỡng, phản ánh khả năng hoạt động hạn chế của lực lượng này. Đồng thời, những nỗ lực chiếm thành phố Vuhledar gần đó đã gây ra tổn thất nghiêm trọng và nặng nề đối với quân Nga từ đó hạn chế tiến triển chiến địa, góp phần làm tình hình quân Nga thêm bế tắc.

### Năm 2023
Bước sang năm 2023 ghi dấu cuộc phản công vẻ vang của quân Ukraina. Từ tháng 6 đến tháng 10 năm 2023, lực lượng Ukraina đã có những bước tiến đáng kể ở phía nam Donetsk Oblast trong cuộc phản công địch lại các vị trí của Nga. Vào ngày 4 tháng 6 năm 2023, họ đã đạt được những thành quả nhất định xung quanh Rivnopil và phía tây nam Velyka Novosilka, làm dấy lên suy đoán về một cuộc phản công quy mô lớn hơn. Đến ngày 11 tháng 6 năm 2023, quân đội Ukraina đã tái chiếm Neskuchne, Blahodatne và Makarivka, quân Ukraina đã thần tốc vũ bão vượt qua hệ thống phòng thủ cố thủ của Nga, bao gồm các vị trí kiên cố trong trường học và gần bờ sông. Quân đội Ukraina cáo buộc lực lượng Nga đê hèn đã phá hủy một con đập trên sông Mokri Yaly để làm chậm bước tiến sấm sét của họ. 
Dự phần trong chiến sử oai hùng này không thể không kể đến là Lữ đoàn 35 Thủy quân lục chiến độc lập cùng với Lữ đoàn dù 25, Lữ đoàn 68 bộ binh hạng nhẹ và hai đơn vị của Lực lượng Phòng thủ lãnh thổ góp phần tạo thành mũi đột kích ở mặt trận Velyka Novosilka. Trong trận này, quân đội Ukraina áp dụng chiến thuật tiến công trong hành tiến dọc theo sông Mokri Yaly, tương tự chiến thuật tấn công Baghdad năm 2003 của quân đội Mỹ. Bằng chiến thuật táo bạo, tân tiến đã được tiếp thu từ quá trình dày công huấn luyện của Mỹ và phương Tây này thì hai nghìn binh sĩ của lữ đoàn 35 đã chọc thủng phòng tuyến của quân Nga, giải phóng làng Makarivka, rồi thần tốc tiến đến làng Storozheve. 
Vào cuối tháng 6 năm 2023, giao tranh leo thang xung quanh Rivnopil, nơi mà Ukraina tuyên bố đã được giải phóng vào ngày 24 tháng 6 năm 2023 nhưng việc này chỉ được xác nhận vào ngày 26 tháng 6 năm 2023. Các hoạt động tiếp tục vào tháng 7 năm 2023, tập trung vào Staromaiorske, nơi lực lượng Ukraine phải đối mặt với những điều kiện cực kỳ khó khăn, bao gồm cả những con đường đầy mìn và các chiến lược phòng thủ có hệ thống do quân Nga đốn mạt đang tâm sử dụng. Vào ngày 26 tháng 7 năm 2023, Staromaiorske đã được tái chiếm thành công, một thành tựu quan trọng được Tổng thống Ukraina Volodymyr Zelenskyy ca ngợi hết mực. Vào tháng 8 năm 2023, sự chú ý chuyển sang Urozhaine, được coi là "pháo đài của Nga". Sau cuộc giao tranh dữ dội và kháng cự quyết liệt khu định Urozhaine được giải phóng vào ngày 16 tháng 8 năm 2023 với việc quân đội Nga thất điên bát đảo buộc phải rút lui và hứng chịu tổn thất nặng nề. Trong chiến tích toàn thắng này, cùng với Lữ đoàn thủy quân lục chiến độc lập số 38 thì chính Lữ đoàn số 35 đóng vai trò chủ công với khí thế đánh đâu thắng đó đã giải phóng làng Urozhaine vào ngày 16 tháng 8 năm 2023. 

### Năm 2024
Không chịu nguôi ngoai, quân Nga tiếp tục xua quân tiến đánh hòng chiếm cứ ngôi làng Velyka Novosilka và cũng dành được một số lợi thế nhất định, do trong năm 2024, viện trợ của Mỹ và phương Tây cho Ukraina bị trục trặc đôi lúc đã ảnh hưởng đến nhuệ khí chiến đấu của binh sĩ ở tiền phương. Vào ngày 10 tháng 6 năm 2024, quân Nga tiến về phía bắc ngôi làng Staromaiorske được cho là đã chiếm được toàn bộ khu định cư. Sau đó, vào ngày 13 tháng 7 năm 2024, lực lượng Nga đã giành quyền tái kiểm soát thành công làng Urozhaine. Vào ngày 18 tháng 7 năm 2024, chính quyền Ukraina xác nhận rằng lực lượng của họ đã rút khỏi ngôi làng, đồng thời tuyên bố rằng mặc dù thương vong của quân Nga lên tới hơn một trăm đến vài trăm người "mỗi ngày", các vị trí phòng thủ của họ đã bị nhẫn tâm phá hủy, cùng với cả ngôi làng.

## Chiến sự
Với việc quân đội Nga chiếm được thị trấn Vuhledar trong trận Vuhledar vào ngày 01 tháng 10 năm 2024 đã dẫn đến việc Nga tái phối mở lại mặt trận Donetsk phía đông nam. Thị trấn Vuhledar đóng vai trò như một thành trì của Ukraina ở khu vực tiền tuyến này trong hơn hai năm. Với sự sụp đổ của thị trấn này, lực lượng Nga có khả năng bắt đầu tiến quân về phía cứ điểm Velyka Novosilka, nằm cách khoảng 30 km về phía tây để đánh thốc và dần áp sát cứ điểm này. Chiến thuật lần này của Nga là tạo thế bao vây, lấn chiếm, cắt đường tiếp tế, bóc gỡ từng cụm cứ điểm của ổ đề kháng, kiên trì vây khép, siết dần vòng vây, thắt miệng túi, đóng nắp nồi hầm. Một tuần sau, Bộ Quốc phòng Nga báo cáo rằng làng Zolota Nyva nằm dưới sự kiểm soát của Nga. Vào đầu tháng 11 năm 2024, quân đội Nga bắt đầu các hoạt động tấn công ở phía tây Velyka Novosilka xung quanh biên giới Zaporizhzhia–Donetsk, chiếm lại khu định cư Rivnopil vào ngày 13 tháng 11 năm 2024. Trong tuần kế tiếp, quân đội Nga tăng cường nỗ lực tấn công về phía Velyka Novosilka từ phía đông. Đồng thời, quân đội Nga cũng mở rộng mặt trận về phía đông bắc, tiến đến vùng ngoại ô của Rozdolne, đe dọa cắt đứt tuyến đường Velyka Novosilka–Bahatyr–Pokrovsk (phía Nga cũng đồng thời mở mặt trận Pokrovsk để ghim chân đối thủ). 
Với các cuộc điều động đánh vào sườn từ phía đông, các nhóm tấn công của Nga cố gắng vượt qua các công sự của Ukraina, chủ yếu được xây dựng và nhằm mục đích ngăn chặn các cuộc tấn công từ phía nam làm phía Ukraina có phần thất thế. Lực lượng Nga đã tiến vào các nhà kho nằm ở phía đông nam Velyka Novosilka vào ngày 23 tháng 11 năm 2024 đẩy tiền tuyến ra ngoại ô thị trấn và sau đó chiếm cứ được các tòa nhà vào ngày 24 tháng 11 năm 2024. Trong khi đó, ở phía đông bắc, các hợp phần của Lữ đoàn súng trường cơ giới số 37 và Lữ đoàn bộ binh hải quân số 40 của Nga đã kéo cờ ở trung tâm Rozdoln, xác nhận rằng lực lượng Nga đã giành quyền kiểm soát hoàn toàn ngôi làng vào ngày 29 tháng 11 năm 2024. Bắt đầu từ tháng 12 năm 2024, quân đội Nga đã phát động một cuộc tấn công ở phía bắc Velyka Novosilka, nơi họ tiến vào làng Novyi Komar, do đó cắt đứt tuyến đường T0518 hướng tới Bahatyr. Trong khi đó ở phía tây, quân đội Nga cũng cải thiện vị trí thông qua việc chiếm giữ khu định cư Novodarivka vào ngày 3 tháng 12 năm 2024. 
Một cuộc phản công hừng hực khí thế của quân đội Ukraina diễn ra vài ngày sau đó đã giành lại quyền kiểm soát hoàn toàn Novyi Komar và Rozdolne, quét sạch các nỗ lực của quân Nga. Đồng thời, quân đội Nga bí thế nên bắt đầu tiến về phía nam Velyka Novosilka dọc theo sông Mokri Yaly nơi họ chiếm được ngôi làng Blahodatne. Cuộc tấn công thứ hai của Nga vào Novyi Komar diễn ra vào giữa tháng 12 năm 2024, khi các đơn vị của Lữ đoàn Bộ binh Hải quân số 40 của Ukraina kiên cường cố thủ ở phía nam ngôi làng. Ở phía nam, quân đội Nga tiếp tục tiến quân dọc theo bờ sông, gây sức ép lên làng Makarivka từ ba phía. Do tiệm cận gần vòng vây, nhóm quân Ukraina trong tình thế bất khả cưỡng buộc phải rút lui về phía bắc. Bộ Quốc phòng Nga tuyên bố rằng lực lượng của họ đã kiểm soát hoàn toàn Novyi Komar vào ngày 19 tháng 12 năm 2024 điều này đã được xác nhận từ một quan sát viên quân sự Ukraina, người đã tự ý xác nhận tuyên bố này và báo cáo thêm rằng lực lượng Nga cũng đã tái chiếm Rozdolne. Vào ngày 23 tháng 12 năm 2024, các cảnh quay được công bố cho thấy cứ điểm Makarivka đã nằm dưới sự kiểm soát của Nga trong khi Nga cũng tuyên bố đã chiếm được làng Storozheve. Ngày hôm sau (ngày 24 tháng 12 năm 2024), đoạn phim được công bố cho thấy quân đội Nga kéo cờ của họ lên phía bắc Storozheve, xác nhận việc chiếm được ngôi làng này. Đến ngày 26 tháng 12 năm 2024, quân đội Nga tiến về phía tây Vremivka và cắt đứt đường cao tốc O-0510 nối Velyka Novosilka với Huliaipole.
Vào đầu đến giữa tháng 1 năm 2025, lực lượng Nga đã tiến đến bờ đông của Sông Mokri Yaly ở phía tây nam Novyi Komar. Cùng lúc đó, lực lượng Nga cũng được cho là đã chiếm giữ Neskuchne, phía tây nam Velyka Novosilka. Vài ngày sau, quân đội Nga được cho là đã tiến vào làng Vremivka, ngay phía tây Velyka Novosilka. Vào giữa tháng 1 năm 2025, quân đội Nga đã giương cờ trên Vremivka, báo hiệu rằng Vremivka đã bị chiếm. Sau đó, quân đội Nga đã phá vỡ được tuyến phòng thủ của Ukraina ở phía đông Velyka Novosilka, tiến đến khu vực nghĩa trang và dọc theo con đường Horishnia. Vào ngày 24 tháng 1 năm 2025, quân đội Nga đã kéo nhiều lá cờ ở khu vực phía đông và trung tâm của Velyka Novosilka, đánh dấu sự tiến quân vào những khu vực đó của khu định cư. Bộ Quốc phòng Nga cho biết lực lượng của họ đã chia cắt Velyka Novosilka, và các nguồn tin của Nga cho biết binh lính Ukraine đã bị bao vây hoàn toàn ở phía nam của khu định cư. Ngày hôm sau, quân đội Nga đã kéo thêm cờ ở Velyka Novosilka, báo hiệu sự tiến quân đến Phố Zarichna ở phía đông bắc và chiếm được các cánh đồng nông nghiệp ở phía bắc và đông bắc của khu định cư. Các cảnh quay định vị địa lý cho thấy quân đội Nga đã giành được quyền kiểm soát 72% diện tích Velyka Novosilka. Vào đêm 25–26 tháng 1 năm 2025, DeepStateMap.Live đưa tin rằng Velyka Novosilka đã gần như nằm dưới sự kiểm soát hoàn toàn của Nga. Bộ Quốc phòng Nga tuyên bố chiếm được thị trấn vào ngày hôm sau. DeepStateMap.Live hiển thị khu định cư đã được chiếm đóng hoàn toàn vào ngày 28 tháng 1 năm 2025.

## Thương vong
Truyền thông Ukraina đưa tin quân đội Nga đang cố gắng tiến về Makarivka và tuyên bố quân đội Nga có hơn 50 người thiệt mạng và bị thương nặng, cũng như 50 người bị thương. Vào ngày 3 tháng 12 năm 2024, người phát ngôn của Bộ tư lệnh tác chiến Tavria là ông Vladyslav Voloshyn báo cáo rằng lực lượng Nga đã phải chịu tổn thất nặng nề. Vào ngày 8 tháng 12 năm 2024, Tiểu đoàn tấn công độc lập Skala số 425 báo cáo rằng họ đã bắt giữ hai người lính Nga sau khi phát động một cuộc phản công ở làng Rozdolne. Vào ngày 23 tháng 12 năm 2024, người phát ngôn của Bộ tư lệnh tác chiến Tavria, Vladyslav Voloshyn, đã báo cáo rằng khoảng 200 binh sĩ Nga đã thiệt mạng và hàng chục xe cộ Nga đã bị Lực lượng Phòng vệ Ukraina phá hủy mỗi ngày. Ông Voloshyn nói thêm rằng 8 xe tăng Nga và tối đa 15 xe bọc thép Nga đã bị phá hủy vào ngày 22 tháng 12 năm 2024, và tiếp theo là 4 xe tăng và tối đa 5 xe chiến đấu bọc thép của Nga đã tiếp tục bị phá hủy vào ngày hôm sau. Vào ngày 24 tháng 11 năm 2024, truyền thông Ukraina đưa tin rằng Lực lượng vũ trang Nga đã xử tử năm trong số sáu binh sĩ Ukraina bị bắt gần khu định cư Novodarivka ở quận Polohy thuộc tỉnh Zaporizhzhia. Vào ngày 22 tháng 12 năm 2024, tiểu đoàn hệ thống máy bay không người lái của Lữ đoàn cơ giới độc lập số 110 đã công bố cảnh quay bằng máy bay không người lái cho thấy cảnh hành quyết tù nhân Ukraina. Ivan Sekach, một sĩ quan báo chí của Lữ đoàn cơ giới độc lập số 110 của Ukraina, giải thích rằng có sáu binh sĩ Ukraina tại vị trí này, hai người trong số họ đã thiệt mạng trong cuộc pháo kích, và những người còn lại đã bị lính Nga hành quyết như vậy, phía Ukraina ghi nhận trong trận này chỉ có 11 binh sĩ Ukraina bị giết do hành quyết.